# Базный транспорт
Базный транспорт — класс кораблей военно-морских сил, предназначенный для комплексного обеспечения высадки морского десанта на необорудованное побережье. Впервые был использован российским военно-морским флотом во время Первой Мировой войны. По своей сути является прообразом универсальных десантных кораблей.

## Предыстория вопроса
Пионером в создании современных специальных высадочных средств в современную эпоху считается Великобритания. Ещё во время Крымской войны в 1854 году британцы применяли паромы для перевозки лошадей с кораблей на берег, представлявшие собой настилы над несколькими рядами связанных между собой пустых бочек.
В 1878 году, при высадке на остров Крит британскую Индийскую кавалерию доставляли на берег специально построенные паромы. Эти суда уже обладали характерными признаками будущих десантных кораблей: малой осадкой, просторным трюмом и наличием откидывающейся передней стенки (аппарели), которая служила сходней после того, как носовая часть садилась на грунт.
Со временем было установлено, что при высадке морского десанта на обороняемый противником берег критически важно сократить время высадки путём введения в действие как можно большего количества высадочных средств. Проблема заключалась в том, что имеющиеся на тот период транспорты, используемые для перевозки десанта к месту высадки, не могли взять с собой на борт достаточного количества высадочных средств.
Наиболее ярко данная проблема проявила себя во время морского десанта в ходе Дарданелльской операции: небольшое количество десантных шлюпок и лихтеров, используемых для высадки, позволило обороняющимся туркам вести по ним сосредоточенный огонь, что привело к огромным потерям среди атакующих.

## В Российском флоте
Исходя из опыта довоенных десантных манёвров, с началом Мировой войны для обеспечения планируемых десантных операций в состав Черноморского флота были введены два базных транспорта: пароходы «Тревориан» (реквизированный английский) и «Бурдейль» (по другим источникам: «Руа Альберт» и «Бурдейль»). Каждый из них нёс по 10 катеров на шлюпбалках и палубных блоках, а также по 40 ботов в трюмах.
Кроме того, на базном транспорте находился личный состав подразделений, обслуживающих побережье и рейд высадки, со всем их инвентарём и материалами:
- Личный состав плавучих высадочных средств
- Партии оборудования побережья: по сооружению и оборудованию пристаней («морские сапёры»); по приведению в порядок пляжа и берега; разгрузочная
- Ремонтная партия (для починки высадочных средств и пристаней)
- Спасательная партия (с водолазным оборудованием)
- Пожарная партия (для борьбы с пожарами как на судах, так и на берегу)
- Партия средств связи и наблюдения
- Разведочно-гидрографическая партия
- Химическая партия
- Санитарный отряд

Не исключалось, что базным транспортам также придётся снабжать берег пищей и водой, для чего могли быть использованы располагаемые на кораблях специальные склады и наливные ёмкости.
Тактика применения базных транспортов заключалась в следующем: базные транспорты заблаговременно под охраной боевых кораблей прибывали в район высадки, спускали на воду свои высадочные средства (что требовало порядка 3 часов) и распределяли их непосредственно по прибывающим транспортам с десантом.

## Применение
В ходе боевых действий в 1914—1917 годах на Чёрноморском театре русская армия при содействии Черноморского флота осуществила ряд крупных десантных и транспортных операций. Базные транспорты «Тревориан» и «Бурдейль», например, во время Трапезундской операции обеспечивали высадку 2 бригад пластунов и артиллерийского дивизиона (18 000 человек на 22 транспортах) в районе турецкого порта Ризе.
Во время Гражданской войны «Тревориан» был затоплен в порту Новороссийска.